# رود بیگ وود
رود بیگ وود(به انگلیسی: Big Wood River) رودی است به Malad River می‌ریزد. این رود از کشور ایالات متحده آمریکا می‌گذرد.